# خدعني أبي (فلم)
خدعني أبي هو فيلم مصري عرض عام 1951، بطولة صباح وتحية كاريوكا ومحمود ذو الفقار، ومن إخراج محمود ذو الفقار.

## قصة الفيلم
كوثر فتاة تعمل في مصلحة التليفونات، على علاقة حب بممدوح، شاب فقير، يتقدم ممدوح للزواج من كوثر، إلا أن والدها يرفض ويرى أن تتزوج من شعبان الرجل الثري، وتحت ضغط والدها، تتزوج كوثر من شعبان، وتقيم معه في فيلته التي تقيم معهما فيها ابنته وهي مريضة بالجنون، يحاول أحد الأشقياء قتل شعبان، لكن من المصادفة أن ينقذه ممدوح من القدر، ولم يقدر شعبان أن يكافئه سوى أن يعهد إليه بإدارة الكازينو الذي يملكه، في مواجهة بين كوثر وخادمة الفيلا. تصرح لها الخادمة أنها زوجة شعبان، وهذا سر بينهما، كما أخبرتها أن شعبان هذا الرجل الثري ما هو إلا مزور نقود، تدرك أنها إن حاولت أن تبلغ عنه فسوف يقتل ابنتها، تقرر أن تعمل خادمة في منزله لتكون بالقرب من ابنتها من جهة، ومن جهة أخرى يتحكم فيها حتى لا تفشي سره، تتمكن كوثر من الإبلاغ عن شعبان ويحضر البوليس للقبض عليه هو وعصابته، إلا أن الخادمة تسرع وتقتل شعبان، وفي النهاية يتزوج ممدوح من كوثر.

## طاقم التمثيل
- صباح: (كوثر)
- تحية كاريوكا: (الراقصة تحية)
- محمود ذو الفقار: (ممدوح)
- إستفان روستي: (شعبان بك - زوج كوثر)
- زهرة العلا: (نعيمة - بنت شعبان)
- نجمة إبراهيم: (فاطمة)
- محمود شكوكو: (كروزو - صديق ممدوح)
- سليم بسطاوي
- ثريا
- محمد البكار: (المطرب بكار)
- هيرمين: (راقصة استعراض)
- عبد المنعم إسماعيل
- محمد حسن داود
- كامل عثمان كنتي
- انشراح الألفي
- نادية السبع
- محمد صبيح: (الجرسون)
- عبد الغني النجدي: (بائع روبابيكيا)
- سناء سميح: (رجاء - عمة كوثر)
- محسن حسنين: (من العصابة)
- عبد المنعم بسيوني: (موظف)
- عبد العزيز أحمد: (والد كوثر)

## فريق العمل
- إخراج: محمود ذو الفقار
- قصة: محمود ذو الفقار، عزيزة أمير
- سيناريو: محمود ذو الفقار، عزيزة أمير
- حوار: صالح جودت
- مدير التصوير: مصطفى حسن
- مونتاج: ألبير نجيب
- إنتاج: أفلام عزيزة أمير
- توزيع: منتخبات بهنا فيلم
- تأليف الأغاني: بيرم التونسي، فتحي قورة
- ألحان الأغاني: فريد غصن، أحمد صدقي، يوسف صالح، محمد البكار